# Терентьев, Станислав Порфирьевич
Станислав Порфирьевич Терентьев (18 августа 1934, Чебоксары, Чувашская АССР, СССР — 23 декабря 2006, Москва) — советский конструктор. Лауреат Государственной премии СССР (1975).

## Биография
Родился 18 августа 1934 в городе Чебоксары Чувашской АССР.
В 1957 году окончил Горьковский политехнический институт, после которого работал на Казанском заводе ЭВМ.
С 1969 года работал в НИИ молекулярной электроники (НИИМЭ, Зеленоград) в должности начальника отдела, руководителя специальной лаборатории. В 1970-х годах С. П. Терентьев работал в составе группы высококвалифицированных специалистов вычислительной техники, среди которых были Ф. П. Дурбаль, А. А. Сутягин, В. Н. Черепков и др. Начальником вычислительного центра, в составе которой работала группа, был Н. И. Щавлев. К группе имел отношение доктор физико-математических наук, начальник отделения САПР БИС В. Н. Нелюбин.
С. П. Терентьев участвовал в создании первой советской Системы автоматизированного проектирования больших интегральных схем (САПР БИС) совместно с членом-корреспондентом Академии наук СССР Б. В. Баталовым, доктором технических наук Е. В. Авдеевым, доктором технических наук Г. Г. Казённовым, А. П. Котко, В. А. Неклюдовым, Г. И. Стороженко, Н. И. Щавлевым и доктором технических наук В. М. Щемелининым.
В 1975 году Станислав Терентьев за разработку и внедрение Системы автоматизированного проектирования интегральных схем (САПР ИС) в составе группы сотрудников НИИМЭ (Е. В. Авдеев, Б. В. Баталов, Г. Г. Казеннов, А. П. Котко, В. А. Неклюдов, Г. И. Стороженко, Н. И. Щавлев, В. М. Щемелинин) удостоен Государственной премии СССР в области науки и техники.
Жил в городе Зеленоград в доме 1012. Работал в АООТ «НИИМЭ и завод «Микрон».

## Награды
- Государственная премия СССР в области науки и техники (1975)